# Gateshead International Stadium
Pour les articles homonymes, voir Thunderdome (homonymie).
Le Gateshead International Stadium est un stade de 11 800 places situé à Gateshead au Royaume-Uni, construit en 1955 sous le nom de Gateshead Youth Stadium. il comporte une piste d'athlétisme.

## Évènements
- Coupe d'Europe des nations d'athlétisme 1989
- Coupe d'Europe des nations d'athlétisme 2000
- Championnats d'Europe d'athlétisme par équipes 2013